# فريتز ليمان
فريتز ليمان (بالألمانية: Fritz Lehmann)‏ هو موزع وملحن ألماني، ولد في 17 مايو 1904 في مانهايم في ألمانيا، وتوفي في 30 مارس 1956 في ميونخ في ألمانيا بسبب نوبة قلبية.

## وصلات خارجية
- فريتز ليمان على موقع ميوزك برينز (الإنجليزية)
- فريتز ليمان على موقع أول ميوزيك (الإنجليزية)
- فريتز ليمان على موقع ديسكوغز (الإنجليزية)